# Stephen F. Heinemann
Stephen „Steve“ Fox Heinemann (* 11. Februar 1939 in Boston, Massachusetts, USA; † 6. August 2014 in San Diego, Kalifornien, USA) war ein US-amerikanischer Biochemiker und Neurobiologe. Er war Professor für Neurowissenschaften am Salk Institute for Biological Studies und an der University of California, San Diego. Er gehört zu den Vätern der molekularen Neurowissenschaften und ist ein Pionier der Erforschung der Neurotransmitter-Rezeptoren.

## Leben
Stephen Fox Heinemann, Sohn des Lehrers Robert B. Heinemann und der Christel Fuchs Holtzer, wuchs in Cambridge, Massachusetts, auf. Hier besuchte er die Sekundarstufe der Buckingham Browne & Nichols Schule. Von seinem Onkel Klaus Fuchs, einem theoretischen Physiker, der im Rahmen des Manhattan Projektes an der Entwicklung der Atombombe beteiligt war und später gestand, für die Sowjetunion spioniert zu haben, erhielt er seinen ersten Chemiebaukasten. Damals lernte er bereits seine Frau Ann kennen, Tochter von Edwin Reischauer, einem renommierten Harvard Professor für Ostasienstudien, der in den 1960er Jahren US-Botschafter in Japan war. Heinemann erwarb 1962 am California Institute of Technology (CalTech) seinen Bachelor und wurde 1967 an der Harvard University in Biochemie bei Matthew Meselson mit Arbeiten zur DNA-Struktur promoviert. Als Postdoc am Massachusetts Institute of Technology (MIT) und an der Stanford University trug er mit seinen Arbeiten zur Aufklärung der Genetik des Lebenszyklus des Bakteriophagen Lambda bei. Bald erwuchs sein Interesse an der Neurobiologie.
1970 nahm Heinemann eine Berufung als Fakultätsmitglied am Salk Institute for Biological Studies in La Jolla an. Damit gehörte er hier zu den ersten Neurowissenschaftlern. Er trug maßgeblich dazu bei, dass die Disziplin der Molekularen Neurobiologie am Salk bereits Ende der 1980er Jahre weltweit das höchste Ranking aller vergleichbaren Programme einnahm. Von 2005 bis 2006 war er gewählter Präsident der Society for Neuroscience. In dieser Funktion unterstützte er den umstrittenen Vortrag „Dialogues Between Neuroscience and Society“ des Dalai Lama beim Jahrestreffen der Gesellschaft im Jahr 2005.
Er hinterließ seine Frau Ann, eine Tochter, vier Söhne, vier Schwestern, zwölf Enkel und ungezählte Kollegen, die in seinem Labor ihr Training erhielten.

## Forschung
Nachdem seine Kollegen am Salk Institute, Jim Patrick und Jon Lindstrom, entdeckten, dass die Immunisierung von Kaninchen mit nikotinischen Acetylcholinrezeptoren (nAChR) Symptome auslöst, die Myasthenia gravis ähneln, konnte Heinemann mit anderen zeigen, dass das Serum von Patienten die Sensitivität für Acetylcholin in Muskeln senkt. Die Entdeckung, dass es sich bei Myasthenia gravis um eine Autoimmunerkrankung handelt, die häufig durch Antikörper gegen die nikotinischen Acetylcholinrezeptor (nAChR) der neuromuskulären Endplatte ausgelöst wird, erhöhte das Interesse an der Klonierung dieser Rezeptoren. Nachdem es seinem japanischen Kollegen Shōsaku Numa als erstem gelungen war, die cDNA für einen nikotinischen Acetylcholinrezeptor zu isolieren (aus dem elektrischen Organ des Kalifornischen Zitterrochens), wandte sich Steve Heinemann mit seinen Kollegen Jim Boulter und Jim Patrick den neuronalen nAChR zu. Es gelang ihnen, mittels Homologie-Screen die erste Untereinheit des nAChR, alpha-3, aus Säugern zu isolieren. Es folgten die Klonierung weiterer Untereinheiten und die Charakterisierung des Rezeptors.
Auch beim Versuch, die Glutamatrezeptoren zu klonieren, war Heinemann erfolgreich. In seinem Labor gelang mittels funktioneller Expressionsklonierung die Isolierung einer Untereinheit des AMPA-Rezeptors, gefolgt von weiteren Untereinheiten der AMPA- und Kainatrezeptoren. Dies machte die biochemische Charakterisierung und auch die Etablierung von Mausmodellen, wie Knockout Mutanten, möglich.
Steve Heinemann legte mit seinen Arbeiten die Basis für ein besseres Verständnis synaptischer Mechanismen, aber auch für die Entwicklung von Therapien sogenannter „Synaptopathien“, wie Schlaganfall, Epilepsie, Parkinson-Krankheit und Alzheimer-Krankheit, sowie diverser neuropsychiatrischer Erkrankungen.

## Ehrungen und Mitgliedschaften
- Mitglied der National Academy of Sciences (1992)
- Mitglied der American Society for Clinical Investigation (1995)
- Mitglied der American Academy of Arts and Sciences (1997)
- Mitglied des National Institute of Medicine (2001)
- Präsident der Society for Neuroscience (2005–2006)
- Bristol-Myers Squibb Distinguished Achievement in Neuroscience Research Award
- McKnight Award for Research – The Role of Glutamate Receptor Activation in Long-term Potentiation and Learning
- Julius-Axelrod-Preis für seine herausragenden Errungenschaften in der Neuropharmakologie und seine außerordentlichen Anstrengungen im Mentoring junger Wissenschaftler (2010)